# Gmina New London (Pensylwania)
New London – gmina w Stanach Zjednoczonych, w stanie Pensylwania, w hrabstwie Chester. Miejsce narodzenia Thomasa McKeana (ojca założyciela USA) i Johna Henry'ego Rushtona. Niegdyś terytorium Indian z plemienia Delawarów.

## Historia
Tereny dzisiejszej gminy New London zostały w osiemnastym wieku przekazane farmerom narodowości szwedzkiej, do których dołączyli osadnicy irlandzcy i szkoccy. W roku 1741 założono New London Academy, gdzie uczyli się trzej sygnatariusze Deklaracji Niepodległości USA – oprócz Thomasa McKeane'a również George Read i James Smith. Na terenie gminy przecinały się trasy dyliżansów jadących z Baltimore do Filadelfii oraz z Lancasteru do Perryville w stanie Maryland. W roku 1803 założono bibliotekę oraz czwarty w hrabstwie urząd pocztowy. W roku 1847 nazwę New London Crossroads skrócono do New London, która obowiązuje do dzisiaj.
Na terenie gminy znajdują się: Rudolph and Arthur Covered Bridge oraz Linton Stephens Covered Bridge – dwa kryte mosty na rzece Big Elk Creek, obiekty z amerykańskiego National Register of Historic Places.

## Demografia
Według spisu powszechnego z roku 2010 na terenie gminy znajdowały się 1739 gospodarstwa domowe. Biali stanowili prawie 95 procent ludności. Średni wiek mieszkańca to 39 lat.